# Usk (rivier)

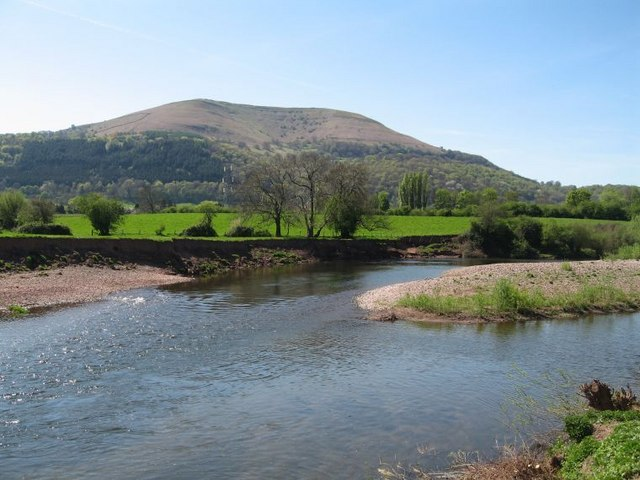
De Usk bij Abergavenny. Op de achtergrond de berg Blorenge

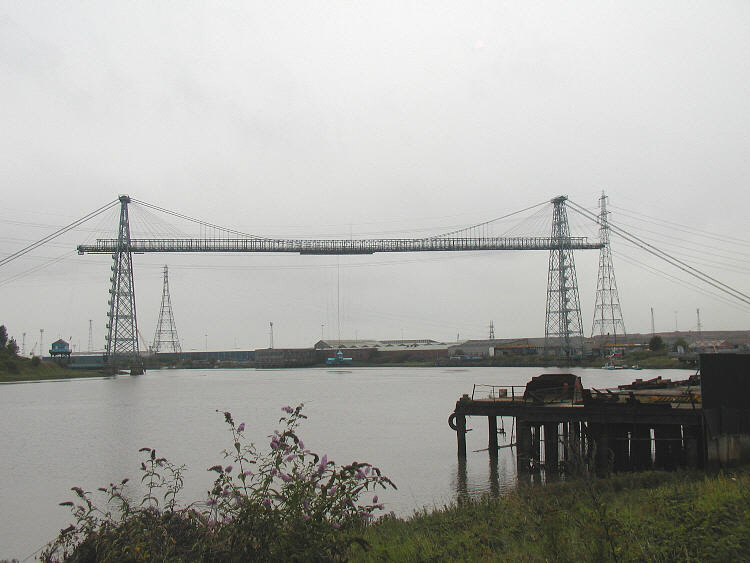
De zweefbrug van Newport over de Usk

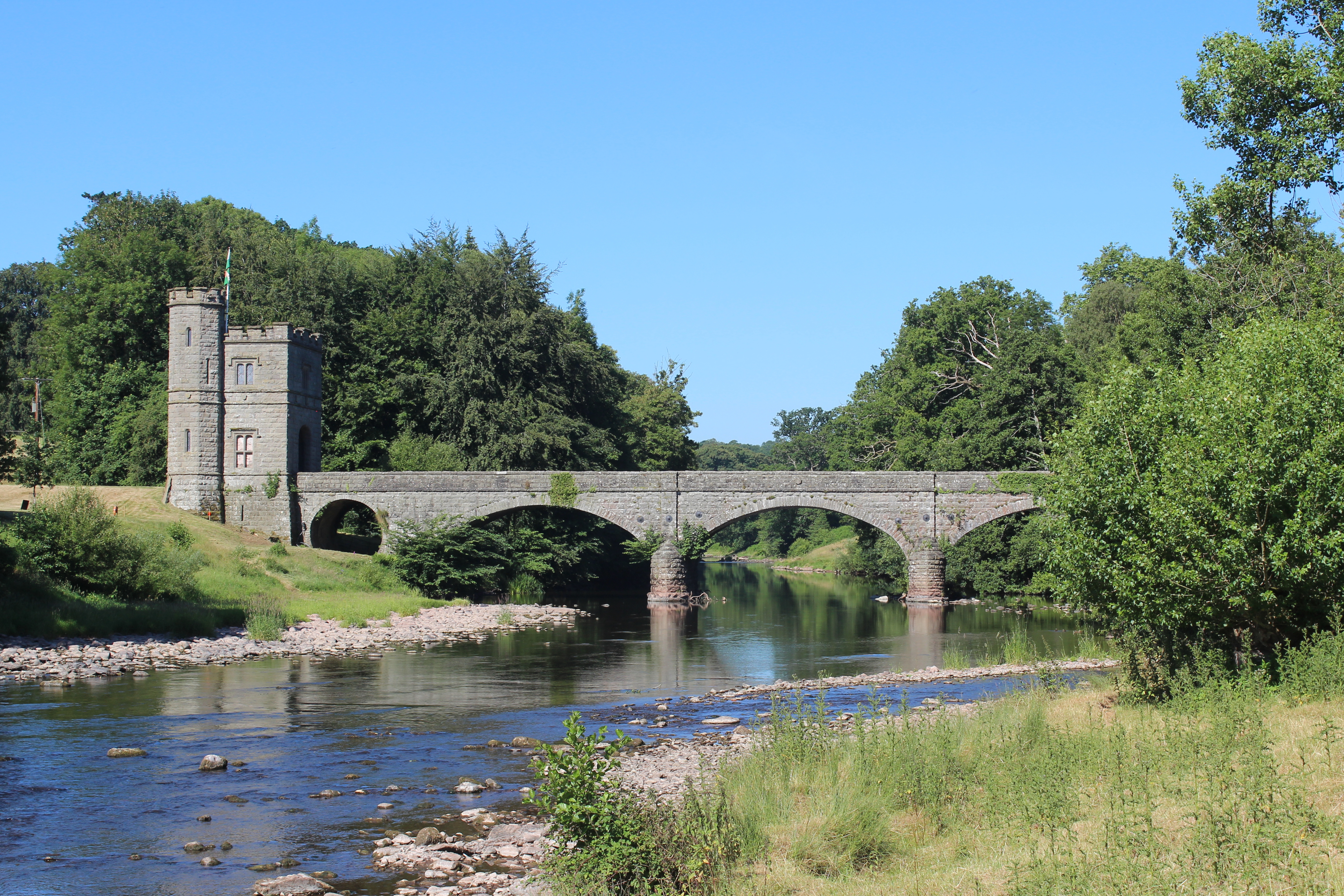
Brug over de Usk nabij Park Glanusk

De Usk (Welsh: Afon Wysg) is een rivier in Wales. De Usk speelde een belangrijke rol in middeleeuwse Arthurlegendes. De zweefbrug van Newport over de Usk is de langste nog bestaande zweefbrug ter wereld.
De rivier ontspringt in het westelijk deel van het gebergte Brecon Beacons in Zuid-Wales, en stroomt in zuidoostelijke richting, door Brecon, Crickhowell, Abergavenny en de naar de rivier vernoemde plaats Usk. Vervolgens stroomt de rivier door het centrum van de stad Newport en mondt uit in het estuarium van de Severn bij Nash, iets ten zuiden van de stad Newport.
Het hele stroomgebied van de Usk is aangewezen als Site of Special Scientific Interest door de Britse overheid vanwege het belang als natuurgebied. De flora en fauna in en rond de Usk is divers en omvat een reeks verschillende vis- en vogelsoorten. De rivier staat bekend als zeer goed visgebied voor zalm en beek- en meerforel. Zalmen van meer dan 14 kilo worden nog steeds gevangen in de rivier. De rivier is een belangrijk broedgebied voor de zalm.
De Usk heeft een belangrijke rol gespeeld in de geschiedenis van Wales. In de oudheid lag de Romeinse nederzetting Caerleon aan de rivier. Volgens middeleeuwse schrijvers was dit de zetel van het hof van Koning Arthur; pas in de 13e eeuw nam Camelot deze rol over. De middeleeuwse tekst De Ortu Waluuanii Nepotis Arturi bijvoorbeeld bevat een verhaal waarin Arthur een duw krijgt van zijn neef Walewein, waardoor hij in de Usk belandt. Hierna moet Arthur aan Guinevere uitleggen waarom hij zo nat is.
De monding van de Usk in het estuarium van de Severn speelde een belangrijke rol in de plaatselijke handel en transport. In 2002 ontdekten archeologen in het centrum van Newport, langs de oevers van de Usk, het Newportschip, de overblijfselen van een 15e-eeuws schip waarmee mogelijk handel met Portugal gedreven werd.
- Virtual International Authority File: 315169480